# Saint-Didier-sous-Écouves
Saint-Didier-sous-Écouves is een plaats en voormalige gemeente in het Franse departement Orne in de regio Normandië en telt 152 inwoners (2005). De plaats maakt deel uit van het arrondissement Alençon.

## Geschiedenis
Saint-Didier-sous-Écouves is op 1 januari 2019 gefuseerd et de gemeenten Fontenai-les-Louvets, Livaie en Longuenoë tot de gemeente L'Orée-d'Écouves.  

## Geografie
De oppervlakte van Saint-Didier-sous-Écouves bedraagt 9,0 km², de bevolkingsdichtheid is 16,9 inwoners per km².
De onderstaande kaart toont de ligging van Saint-Didier-sous-Écouves met de belangrijkste infrastructuur en aangrenzende gemeenten.

## Demografie
Onderstaande figuur toont het verloop van het inwonertal (bron: INSEE-tellingen).